# Bombardement op Hamburg
Het Bombardement op Hamburg, ook wel Operation Gomorrha genoemd, was een reeks bombardementen uitgevoerd door de RAF en USAAF tijdens de Tweede Wereldoorlog, tussen 24 juli en 3 augustus 1943, op de Duitse stad Hamburg. De bedoeling van Operatie Gomorrha was om op korte tijd een reeks aanvallen uit te voeren op Hamburg totdat de stad verwoest was. De RAF voerde daartoe vier grote bombardementen uit en de USAAF twee. Er viel ruim negenduizend ton explosieven en brandbommen. 
Het eerste bombardement op 24/25 juli was een van de succesvolste RAF bombardementen tot dan toe, maar het is vooral het tweede bombardement op 27/28 juli dat de geschiedenis is ingegaan. Door een combinatie van omstandigheden ontstond tijdens het bombardement voor het eerst een vuurstorm, die tienduizenden slachtoffers maakte en hele wijken volledig verwoestte. Ook de derde RAF aanval veroorzaakte grote branden maar de vierde mislukte door slecht weer. Daarna werden de aanvallen gestopt. 
De Amerikanen voerden precisiebombardementen uit op werven en fabrieken, en veroorzaakten in vergelijking heel weinig burgerslachtoffers. De Britten gebruikten een tapijtbombardement-techniek. In het begin van het bombardement werden vooral 'general purpose' bommen afgeworpen die de straten moesten blokkeren met puin of kraters en die de brandweer dwongen om dekking te zoeken. De hoofdmacht wierp vooral luchtmijnen die daken wegrukten en vensters lieten springen, en brandbommen. Door gebruik van bommen met een tijdsontsteking werd het bluswerk bemoeilijkt, daar men niet wist wanneer deze bommen zouden ontploffen.
De Britse reeks aanvallen werd mede mogelijk gemaakt door de introductie van een nieuw middel tegen de Duitse radar : door het afwerpen van 'window' werden de Duitse radars gestoord en viel het grootste deel van hun luchtverdediging uit.
Met naar schatting 45.000 doden staat Hamburg op de eerste plaats in de top-tien van 'doden bij luchtaanvallen'. Het bombardement op Dresden staat, met circa 25.000 doden, tweede. In totaal werden in Hamburg 253.400 van de 450.800 wooneenheden verwoest, meer dan de helft van alle woonruimte van de stad.
De Britten spraken in hun oorlogspropaganda van het "Hamburgiseren" van Duitse steden.

## Voorgeschiedenis
Vanaf begin 1942 was Bomber Command, de strategische bommenwerpers-strijdmacht van de RAF overgegaan op een nieuwe strategie van gebiedsbombardementen. Daarbij werden geen individuele doelen meer aangevallen, maar enkel nog grote doelwitten zoals steden. De bedoeling was het moreel van de Duitsers te breken. sinds 1942 waren al enkele successen geboekt tegen kleinere steden zoals Lübeck en Rostock, en meest recent waren veel steden in het industriële Ruhrgebied zwaar gebombardeerd. Reeds op 27 mei 1943 had Arthur Harris het plan opgesteld om Hamburg, de tweede stad van Duitsland aan te vallen. Volgens zijn plan zou er zo'n 10.000 ton bommen nodig zijn om de stad te verwoesten. De aanval zou dus niet in één nacht plaatsvinden, meerdere aanvallen waren nodig en hij voorzag ook de medewerking van de Amerikaanse luchtmacht. De aanvallen zouden voortgezet worden totdat de stad verwoest zou zijn. In juli 1943 achtte Arthur Harris de tijd en de omstandigheden rijp om Hamburg aan te vallen. Hamburg was door zijn ligging aan de kust en met zijn kenmerkende havenbekkens een gemakkelijk te vinden doel voor met radar uitgeruste toestellen. Doordat de Britten bij nacht bombardeerden was een correcte doelmarkering een belangrijke voorwaarde voor een succesvol en geconcentreerd bombardement. 

## Eerste Brits bombardement op 24/25 juli
De eerste aanval was oorspronkelijk voor 23 juli voorzien, maar moest uitgesteld worden door slecht weer. Op 24 juli tussen 21:45 en 23:00 stegen 791 toestellen op. Onderweg naar Hamburg maakten de vliegtuigen voor de eerste keer gebruik van 'window' om de Duitse 'Wurzburg'-grondradars te storen. De Duitse nachtjacht verdediging was gebaseerd op deze radars, die nachtjagers naar individuele bommenwerpers kon leiden. Door het wegvallen van deze radars konden de nachtjagers niet ingrijpen. Ook het luchtafweergeschut kreeg geen richtgegevens door van de grondradars en kon alleen een weinig effectief spervuur boven de stad leggen. Slechts drie bommenwerpers gingen boven Hamburg verloren. 
Om het doel te markeren voor de hoofdmacht van de bommenwerpers, waren eerst twintig Pathfinder vliegtuigen voorzien die blind konden markeren met hun H2S-radar om 00:57. Zij wierpen gele 'target indicators' af en lichtkogels. Bij het licht van deze lichtkogels konden acht andere Pathfinder vliegtuigen op zicht hun rode doelmarkeringsbommen afwerpen. De doelmarkeringen kwamen niet geconcentreerd neer, maar vielen verspreid over vijf wijken. Om 01:02 begon het bombardement door de hoofdmacht van de bommenwerpers. De hoofdmacht was onderverdeeld in zes golven die tot 01:50 bombardeerden. Gedurende de aanval bleven Pathfinder vliegtuigen het doel markeren met groene doelmarkeringsbommen.
Ondanks de ideale omstandigheden – geen bewolking, praktisch geen wind en een goede doelmarkering – bombardeerden minder dan de helft van de vliegtuigen binnen een straal van drie mijl van het centrum van Hamburg. Vele toestellen bombardeerden te vroeg zodat het zwaartepunt van het bombardement voortdurend naar het noorden, in de richting van de aanvliegroute, opschoof. Maar doordat Hamburg een grote stad was, had dit enkel als resultaat dat naast het centrum, ook de noordwestelijke wijken Altona, Einsbüttel en Hoheluft zwaar getroffen werden. In het centrum van Hamburg werden de Nikolaikirche, het Hamburger Rathaus en  Tierpark Hagenbeck zwaar getroffen. Ook de scheepswerf van Blohm&Voss werd getroffen. Op de scheepshelling werden de in aanbouw zijnde U-1101 en U-1102 vernietigd, en de net tewatergelaten U-996 werd aan de kade tot zinken gebracht.
Rond Hamburg waren er ook door de Duitse verdediging rode afleidingsvuren ontstoken die leken op doelmarkeringen, een kleine honderd vliegtuigen werden daardoor afgeleid en bombardeerden verkeerd. In Hamburg brandden ongeveer 87 kilometer straatgevel af en vonden 1500 mensen de dood.

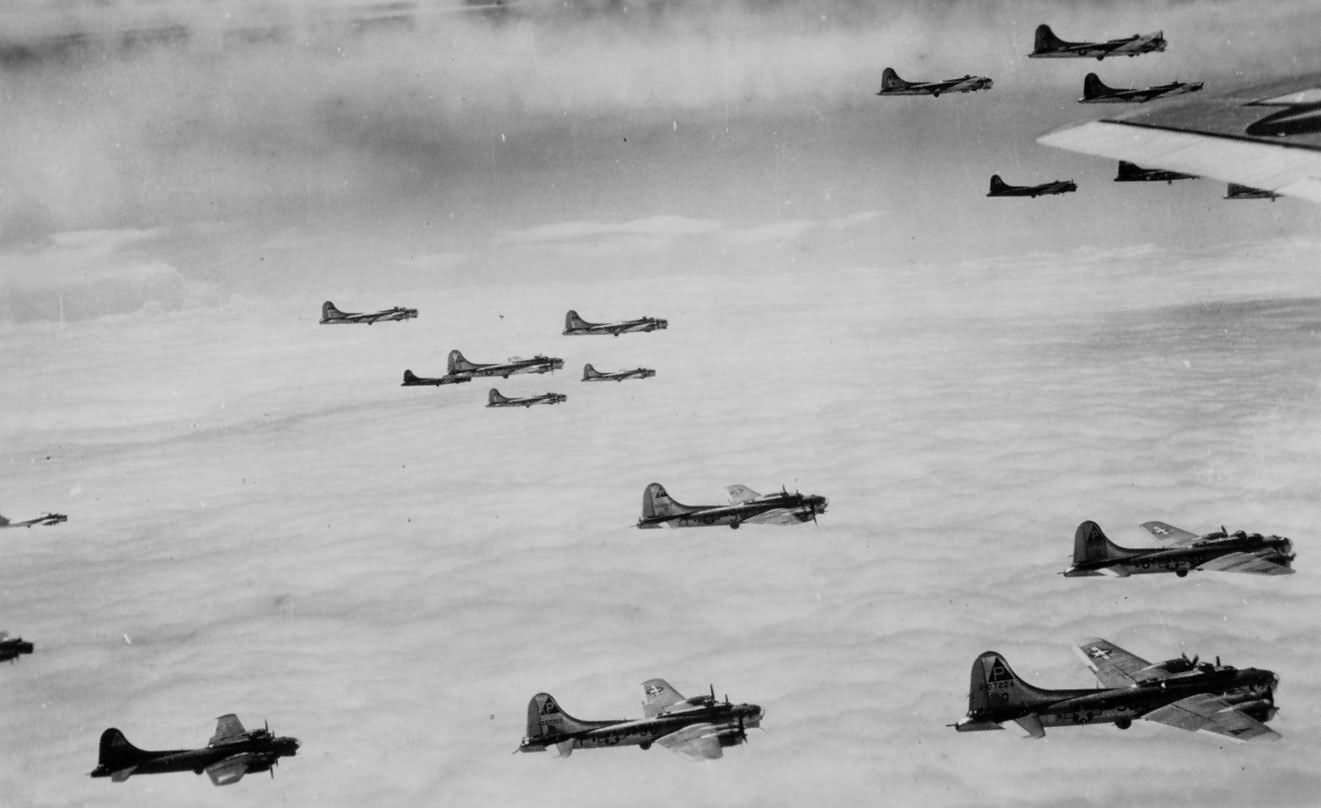
B-17's vliegen in een combat box dicht bij elkaar zodat ze elkaar kunnen helpen bij het afslaan van Duitse jageraanvallen

## Eerste Amerikaans bombardement op 25 juli
De Amerikanen besloten mee te werken aan het bommenwerperoffensief tegen Hamburg. Op 25 juni werden hun bommenwerpers naar doelen in en rond Hamburg gestuurd. De Amerikaanse basiseenheid om een daglicht precisiebombardement uit te voeren was een 'Combat Wing' die gewoonlijk 54 toestellen bevatte. Een Combat Wing vormde een optimale formatie ter verdediging van Duitse jachtvliegtuigen. Twee combat wings kregen doelen in Hamburg aangewezen: de Blohm&Voss U-boot scheepswerf  en de Klockner vliegtuigmotoren fabriek. Een andere combat wing kreeg de U-boot scheepswerven te Kiel als doel en twee andere combat wings kregen de Focke-Wulf vliegtuigfabriek te Warnemunde als doel. 
In de voormiddag werden vele kleinere luchtaanvallen uitgevoerd boven België, Nederland en Frankrijk door lichte bommenwerpers ondersteund door vele jachtvliegtuigen, met als bedoeling de Duitse jachtvliegtuigen naar het zuiden te lokken en de weg vrij te maken voor de zware bommenwerpers die in de namiddag startten. Slechts twee bommenwerpers gingen door Duitse jachtvliegtuigen verloren voor het bereiken van het doel. De Combat wing die Kiel als doel had slaagde er echter niet in om zich te verzamelen in een correcte formatie voor het bereiken van de Duitse kust en maakte rechtsomkeert. 
Boven Hamburg hingen nog dichte rookwolken als gevolg van het succesvolle Britse bombardement. Daardoor mislukte de aanval op de Klockner fabriek en konden sommige bommenwerpers niet bombarderen. De Blohm & Voss werf werd getroffen, maar de scheepshellingen waar de U-boten gebouwd werden liep geen schade op. Twee grote schepen die als depot gebruikt werden brandden uit. In tegenstelling met de Britse aanval, kon de Duitse FLAK nu wel gericht schieten en vele toestellen liepen schade op. Tien bommenwerpers die door schade uit de formatie wegvielen werden door Duitse jachtvliegtuigen afgemaakt nog voor ze de Duitse kust konden bereiken. Op de terugvlucht boven de Noordzee werd de formatie nog zonder succes aangevallen door zestien nachtjagers opgestegen vanuit Holland.

## Tweede Amerikaans bombardement op 26 juli
Op 26 juli zetten de Amerikanen hun aanvallen op Noord-Duitsland verder. Weerom werd hun volledige sterkte ontplooid: drie combat wings kregen de Conti-rubber fabrieken bij Hannover als doel, terwijl er telkens een combat wing was voorzien om de doelen van de dag ervoor in Hamburg, opnieuw te bestoken: de Klockner vliegtuigmotoren fabriek en de Blohm & Voss scheepswerf. 
De bommenwerpers startten in de ochtend om 09:00 en weerom was een uitgebreid plan opgezet om de Duitse jachtvliegtuigen te misleiden. Aanvallen door lichte bommenwerpers in België en Noord-Frankrijk moesten zoveel mogelijk Duitse jagers naar het Zuiden te lokken. Het vluchtplan boven de Noordzee was zo opgesteld dat de bommenwerpers pas laat richting Duitsland zouden afzwenken, waardoor Duitse jagers waarschijnlijk te vroeg zouden opstijgen en niet veel tijd over hadden om de bommenwerpers te onderscheppen voor ze hun doel bereikten. 
Net zoals de vorige dag waren er problemen met het formeren van de verschillende eskaders vliegtuigen in combat wings en een volledig eskader moest omdraaien. De Duitse jagers die de bommenwerpers onderschepten alvorens ze Hamburg bereikten, vielen niet aan, maar wachtten af totdat het Duits luchtafweergeschut in actie kwam, om dan beschadigde toestellen die uit de formatie wegvielen gemakkelijk te kunnen afmaken. Boven Hamburg was de rookontwikkeling door het Britse bombardement van twee dagen eerder fel verminderd, maar nu hadden de Duitsers op tijd een kunstmatig rookgordijn gelegd om de haven te beschermen. De bommenwerpers konden daardoor hun primair doel niet aanvallen, maar ze bombardeerden wel hun uitwijk-doelen in Hamburg : De U-boot Howaldswerke scheepswerf en een elektriciteitscentrale te Neuhof. Op de scheepswerf vielen geen doden en enkel gebouwen werden getroffen. De elektriciteitscentrale werd voor een maand uitgeschakeld, waarmee Hamburg 40% van haar elektriciteitscapaciteit verloor. 
De Amerikaanse toestellen vielen in dichte formaties aan, alle toestellen bombardeerden binnen één minuut de doelen. De luchtafweer kon slechts twee toestellen beschadigen. Op de terugweg gingen de twee beschadigde machines verloren, een werd neergeschoten door een nachtjager toen hij uit de formatie wegviel en de andere moest op het water noodlanden vooraleer hij Engeland kon bereiken. De Duitse jagers hadden hun aanvallen geconcentreerd op de Hannover toestellen en daardoor waren de verliezen bij de Hamburg toestellen licht.

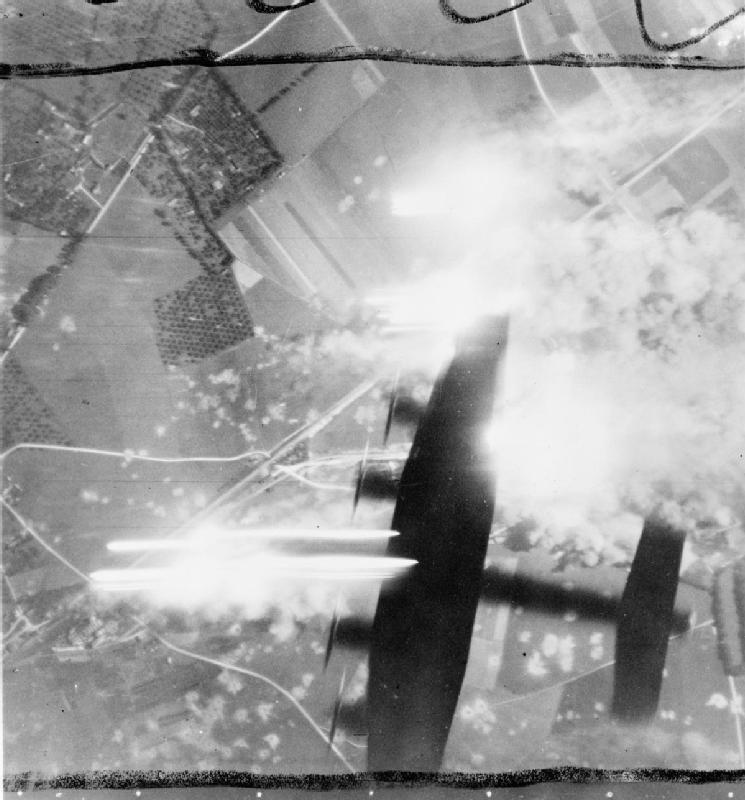
Beeld van afgeworpen doelmarkerings bommen (beeld van een andere raid in 1944)

## Tweede Brits bombardement 27/28 juli: de vuurstorm
De doelmarkering bij het begin van de raid om 00:57 werd volledig uitgevoerd door vijftien Pathfinders die met de H2S-radar gele doelmarkeringen aanbrachten. Daardoor hadden de valse, uitsluitend rode doelmarkeringen die als afleiding door de Duitsers aangestoken waren geen enkel effect. De Pathfinders misten hun mikpunt met twee mijl, maar de doelmarkeerders vielen geconcentreerd over een gebied ten oosten van het centrum van Hamburg. Ook de hoofdmacht slaagde erin om binnen dit gebied geconcentreerd te bombarderen : meestal schoof de concentratie van bommen mee op in de richting van de aanvliegroute, maar tijdens dit bombardement trad dit fenomeen niet op. 
Nog voor het einde van de aanval om 01:45 konden de bemanningen van de bommenwerpers zien hoe de vele individuele branden zich begonnen aaneen te sluiten en er een grote vuurzee ontstond. Door het uitzonderlijk warm en droog weer, de geconcentreerde doelmarkering en bombardement en de afwezigheid van de Duitse brandweer die nog bezig was met de branden van drie dagen geleden in het andere stadsdeel ontstond om 01:20 een vuurstorm. De temperatuur liep op tot 800°C, het vuur zoog met orkaankracht verse lucht aan. De vuurstorm ontstond in de wijken Hammerbrook en Borgfelde, en breidde zich over drie kilometer verder uit over de wijken Hamm, Wandsbek Süd en Horn. Een gebied van 2 km x 5 km = 10 km² met ongeveer 16000 woonblokken en 215 kilometer straatgevels werd volledig verwoest door de vuurstorm. De vuurstorm bereikte zijn maximale kracht tussen 03:00 en 03:30. 
Rond 07.00 uur waren de verschijnselen van de vuurstorm over, maar het zou nog twee dagen duren vooraleer reddingsploegen in de heetste delen van het getroffen gebied konden raken. De mensen die in het vuurstormgebied in hun schuilkelder gebleven waren, kwamen meestal om door koolmonoxide vergiftiging, of verstikten door de rook. Door de grote hitte waren hun bruin verschroeide lijken tot de helft van de lengte gekrompen, ofwel was er nog voor het einde van de vuurstorm verse lucht in de kelder geraakt en waren hun lijken volledig verast. De enige overlevenden waren degene die op tijd uit de brandende gebouwen ontsnapt waren en sterk genoeg waren om tegen de vuurstorm in te lopen op zoek naar een plaats met voldoende lucht. Sommigen bleven steken in het gesmolten asfalt. Vele overlevenden vonden beschutting in een van de kanalen. Ook de mensen die in de grote, sterke publieke bunkers geschuild hadden kwamen er levend van af.
Nadat hun luchtverdediging uitgeschakeld was door de inzet van 'window' zochten de Duitsers naar nieuwe afweer methodes. Nachtjagers kregen toestemming om buiten het strak georganiseerde systeem van de Kammhuberlinie te opereren en zelfstandig op zoek te gaan naar Britse bommenwerpers. Een experiment met het inzetten van eenmotorige dagjagers als nachtjagers door majoor Hajo Herrmann werd versneld op grotere schaal uitgeprobeerd: de dagjagers probeerden bij het licht van de zoeklichten, lichtkogels en branden die bij het doelgebied meestal aanwezig waren, visueel aanvallen uit te voeren op de Britse bommenwerpers. Deze tactiek noemde men 'Wilde Sau'.

## Derde Brits bombardement 29/30 juli
Alhoewel het zicht voldoende was voor visuele markering door de gloed van de nog steeds niet uitgedoofde branden, werd de doelmarkering wederom volgens radarpeilingen uitgevoerd. De Pathfinders misten het mikpunt opnieuw met twee mijl en markeerden ten zuiden van het gebied dat twee dagen geleden verwoest was. De bommenwerpers kwamen vanuit het Noorden aangevlogen en deze keer trad het fenomeen van het opschuiven van de concentratie aan bommen heel prominent op. Daardoor vielen in het begin van de aanval veel bommen zonder resultaat in de ruïnes van reeds verwoeste wijken, maar naargelang het 'terugwijken' van de bommenconcentratie toenam tot 4 mijl, werden de Hamburgse wijken Wandsbek en Barmbek zwaar getroffen en weerom ontstonden grote branden, maar geen vuurstorm. De brandweer en brandbestrijding in de stad waren door de vorige bombardementen uitgevallen en vele kleine branden konden gemakkelijk uitbreiden. In een van de grote publieke schuilkelders vonden 370 mensen de dood door koolstofmonoxide vergiftiging, maar over het totaal aantal doden tijdens deze specifieke raid hebben de Duitsers geen gegevens.

## Vierde Brits bombardement 2/3 augustus
Op weg naar het doel raakten de meeste bommenwerpers verloren in een plots en hevig onweer. Veel vliegtuigen keerden om of bombardeerden alternatieve doelwitten. De Pathfinders konden geen markering uitvoeren boven Hamburg en bommen vielen overal verspreid in de stad. Veel steden in een straal van 100 mijl rond Hamburg rapporteerden bominslagen, Tijdens deze nacht ontwikkelden de Duitsers verdere tactieken om zonder hun radars bommenwerpers te kunnen onderscheppen. Tijdens vorige nachten hadden vluchtleidings officieren individueel inlichtingen doorgegeven aan nachtjagers, nu werd er een 'lopende reportage' uitgezonden waar alle nachtjagers die op 'vrije jacht' werden uitgestuurd naar luisterden. Inlichtingen over koers, positie en snelheid van de bommenwerpers werden uitgezonden en elke nachtjager kon individueel opereren. Deze tactiek zou zich de komende maanden verder ontwikkelen en kreeg de naam 'Zahme Sau'.

## Samenvatting
| datum        | aantal vliegtuigen opgestegen | aantal vliegtuigen gebombardeerd | bommenlast | aantal vliegtuigen verloren | aantal slachtoffers |
| ------------ | ----------------------------- | -------------------------------- | ---------- | --------------------------- | ------------------- |
| 24/25 juli   | 791                           | 728                              | 2284 ton   | 12                          | 1500                |
| 25 juli      | 127                           | 90                               | 186 ton    | 15                          | 20                  |
| 26 juli      | 82                            | 57                               | 120 ton    | 2                           | 150                 |
| 27/28 juli   | 787                           | 729                              | 2326 ton   | 17                          | 40000               |
| 29/30 juli   | 777                           | 707                              | 2318 ton   | 28                          | geen data           |
| 2/3 augustus | 740                           | geen data                        | 1416 ton   | 30                          | geen data           |

Tijdens deze periode werden ook nog stooraanvallen met Mosquito bommenwerpers ondernomen. De schade die deze aanvallen aanrichtten was onbeduidend, het doel was om het luchtalarm te laten afgaan, de bevolking naar de schuilkelders te sturen en ervoor te zorgen dat de brandweer geen rust kreeg. Tijdens de nacht van 25/26 juli en de daarop volgende nacht van 26/27 juli voerden zes mosquitos een stooraanval uit, tijdens de nacht van 28/29 juli vier mosquitos.

## Aantal slachtoffers
Na de bombardementen werden de stoffelijke resten van 42.600 slachtoffers in massagraven begraven. Men schat dat er van 2000 doden geen resten teruggevonden zijn. Ook rond de 800 leden van de strijdkrachten kwamen om en de Wehrmacht alleen al meldde 442 doden en vermisten.

## Galerij

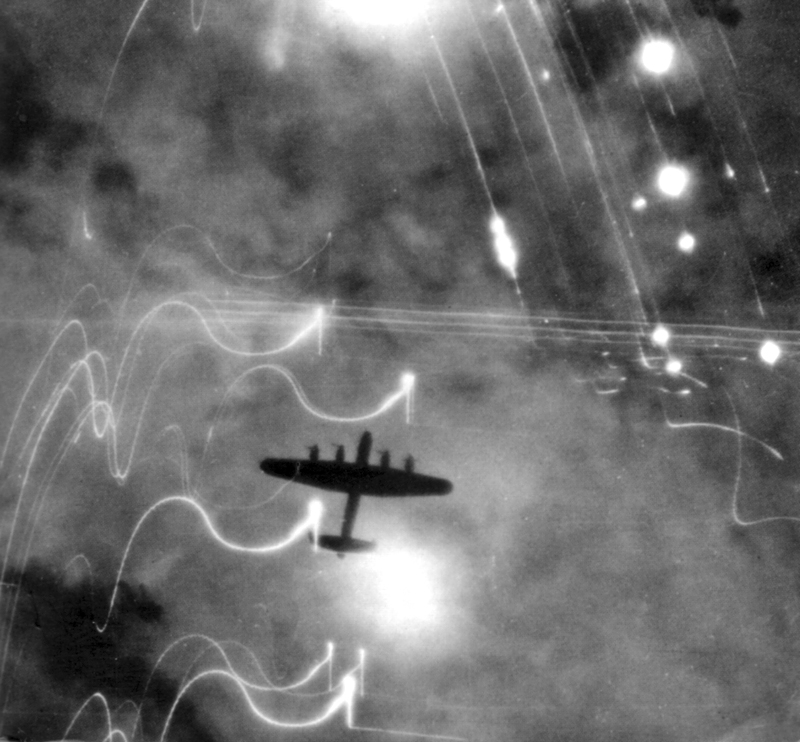
Een Lancasterbommenwerper vliegt over Hamburg
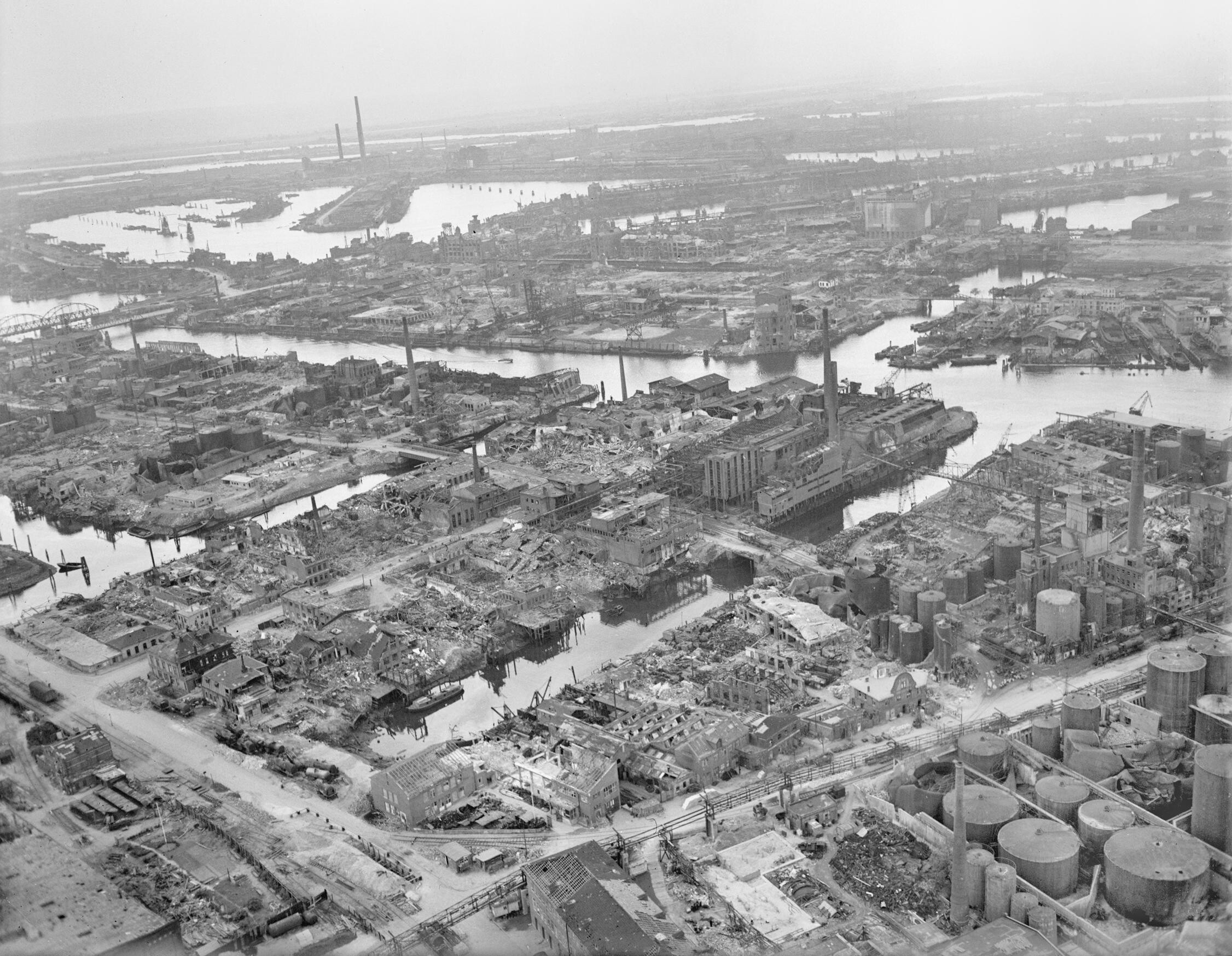
Het verwoeste stadsdeel Hamburg-Steinwerder
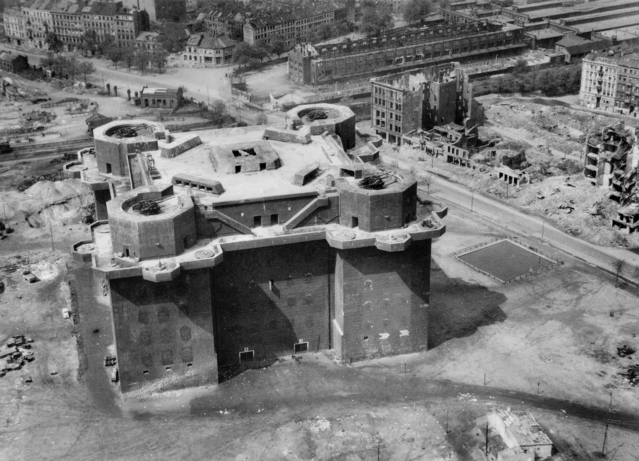
De bunker Flakturm IV en de verwoeste stad
Een Noors schip gezonken in de haven van Hamburg als gevolg van het bombardement (ca.1948/55), National Archives
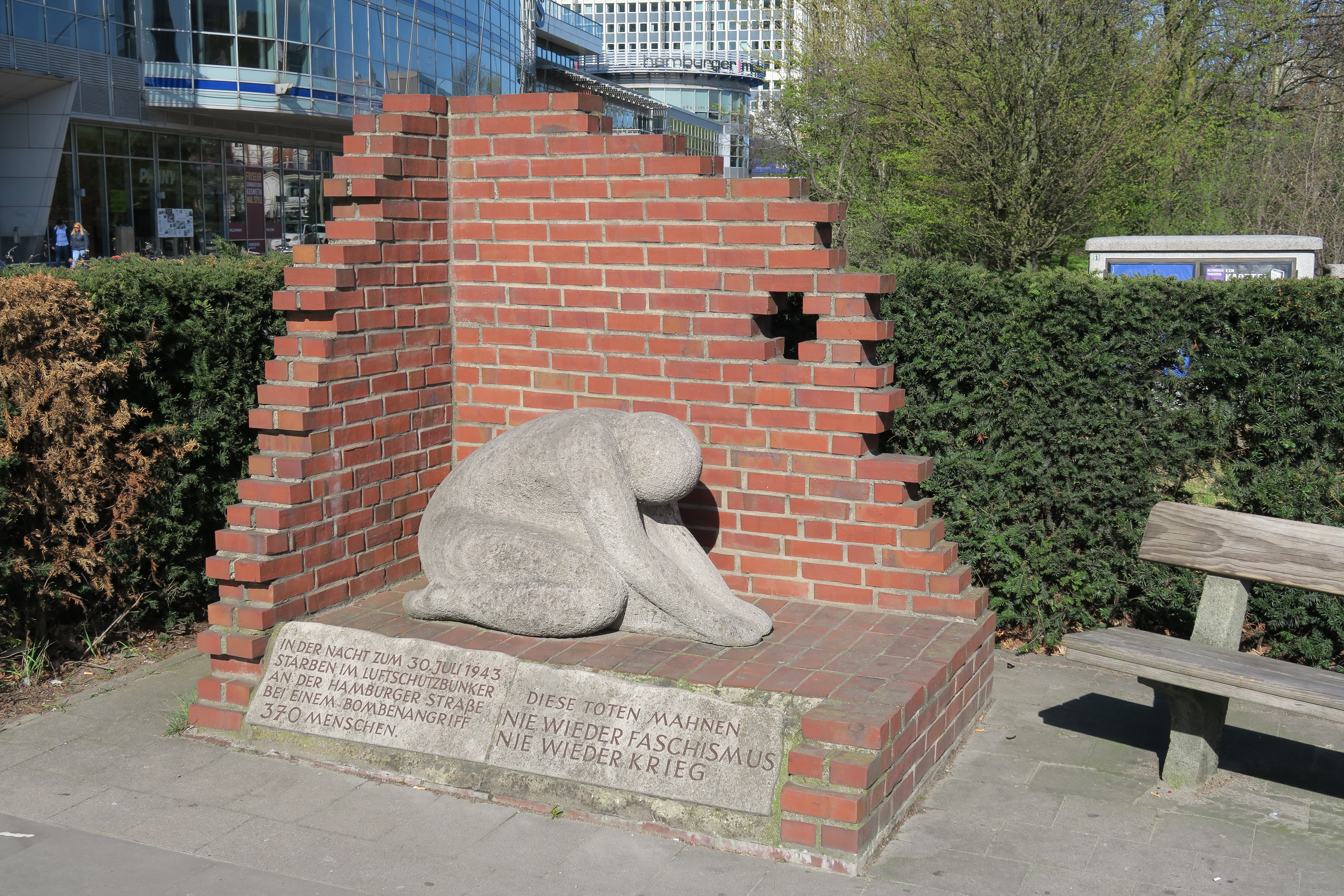
Monument voor de slachtoffers in een bunker aan de Hamburger Straße met als onderschrift "In de nacht van de 30e juli 1943 stierven 370 personen in de luchtaanvalsschuilplaats aan de Hamburger Straße in een bombardement. Deze doden herinneren ons: Nooit weer fascisme. Nooit weer oorlog."
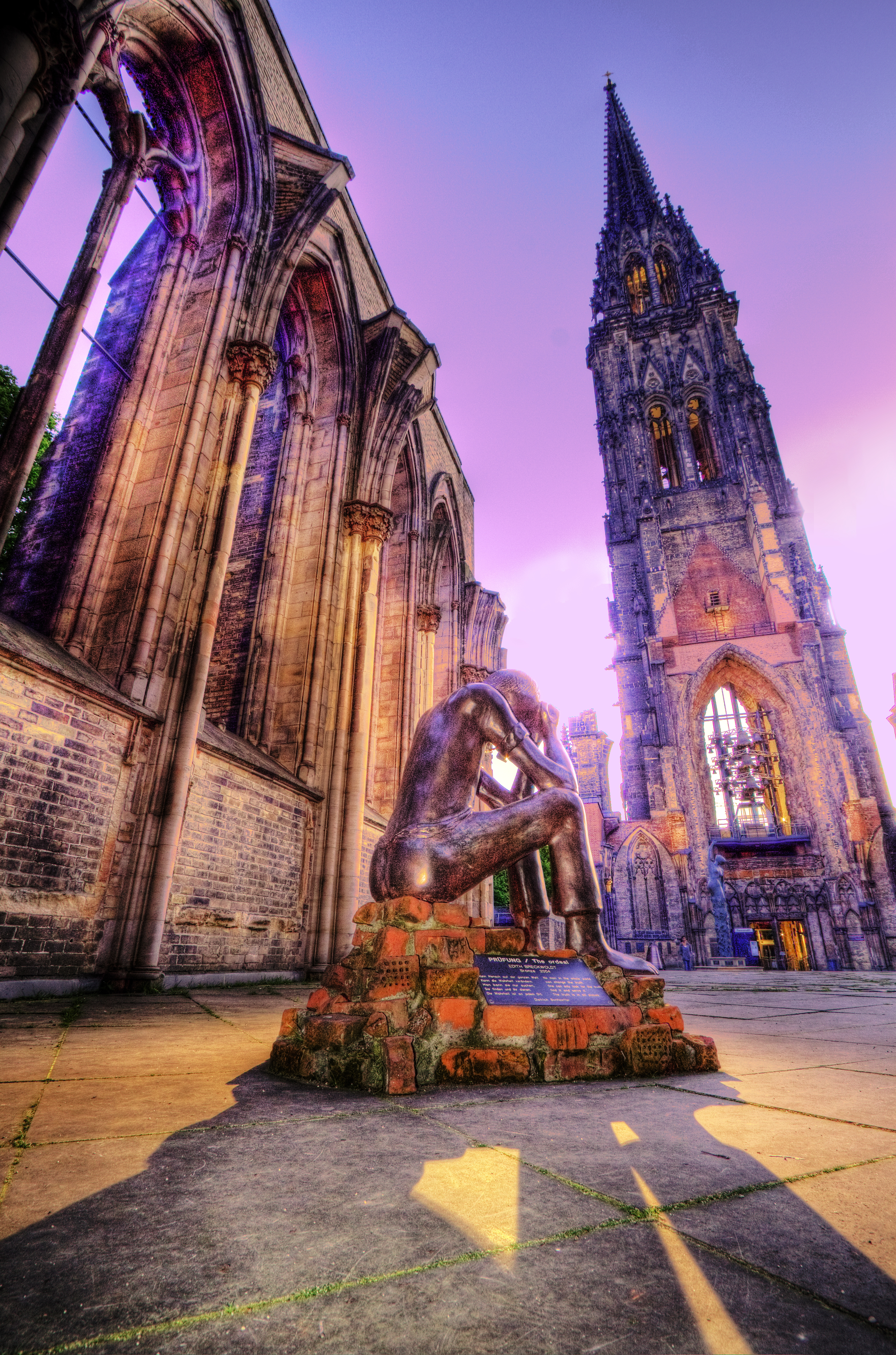
Monument in de voormalige Sankt Nikolai kirche

## Video over het bombardement
| (video) | \| \| |
|         |       |